# Eobania vermiculata
Eobania vermiculata  (O.F. Müller, 1774) è un mollusco gasteropode terrestre della famiglia Helicidae, diffuso nei paesi del bacino del Mediterraneo.

## Descrizione
Possiede una conchiglia robusta, 21–35 mm di diametro e 14–25 mm di altezza.
 
L'ombelico è chiuso (tranne che nelle forme giovanili) e il peristoma biancastro.
La colorazione della conchiglia può essere bianco-crema uniforme o più spesso con bande marrone scuro o rossastro. L'ampiezza delle bande è molto variabile e irregolare, spesso sono interrotte da un reticolo biancastro.

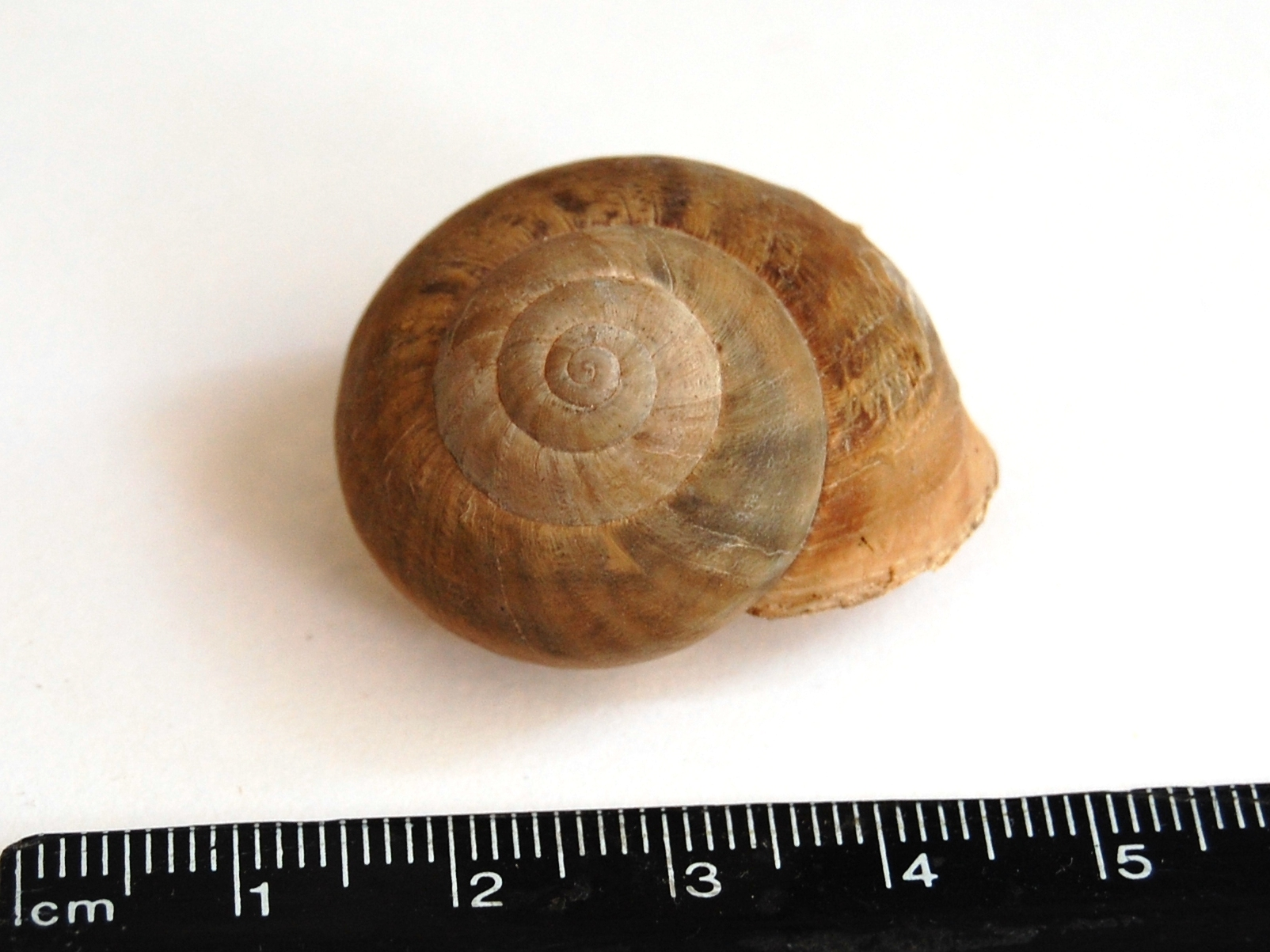
visione apicale
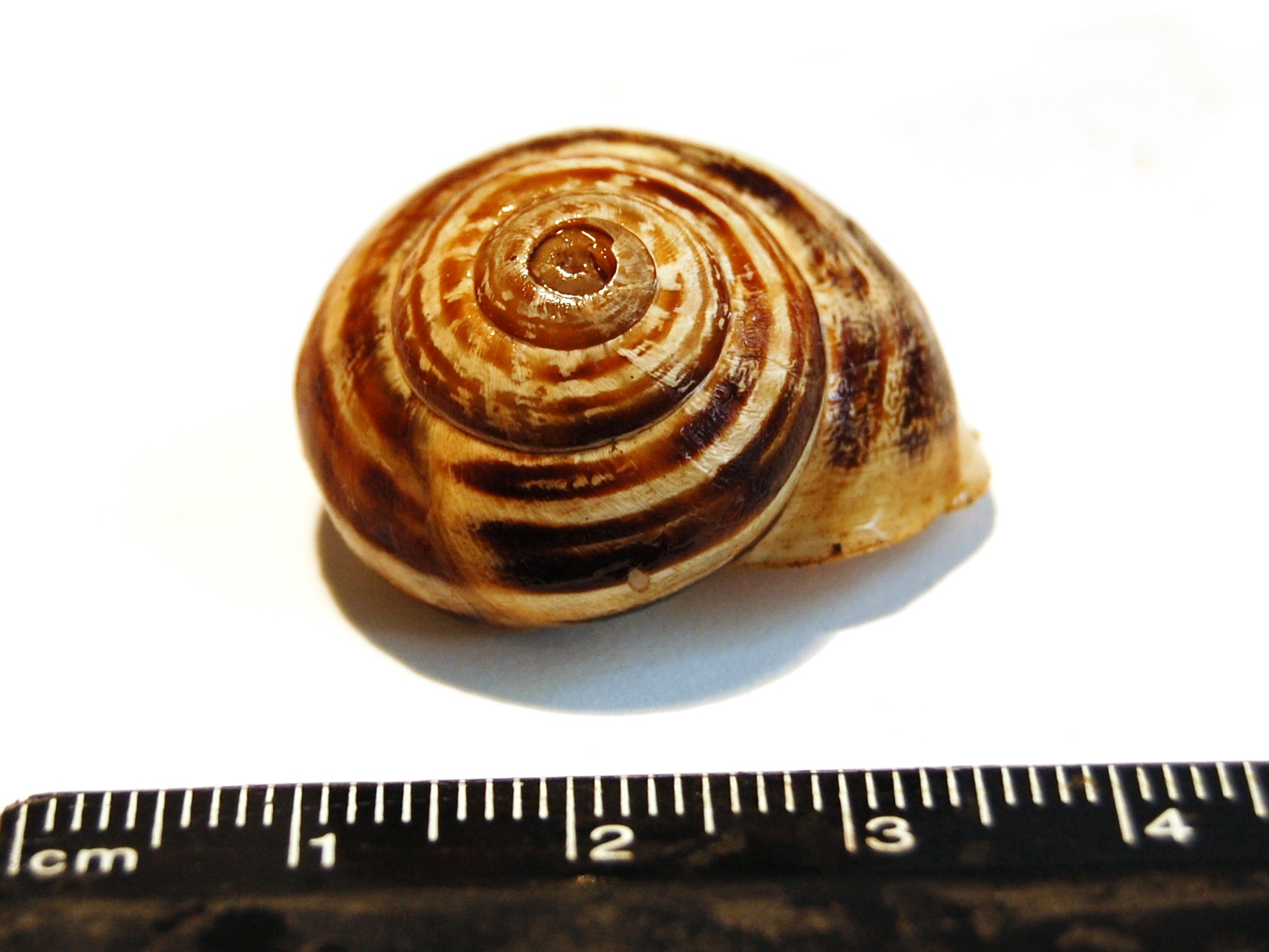
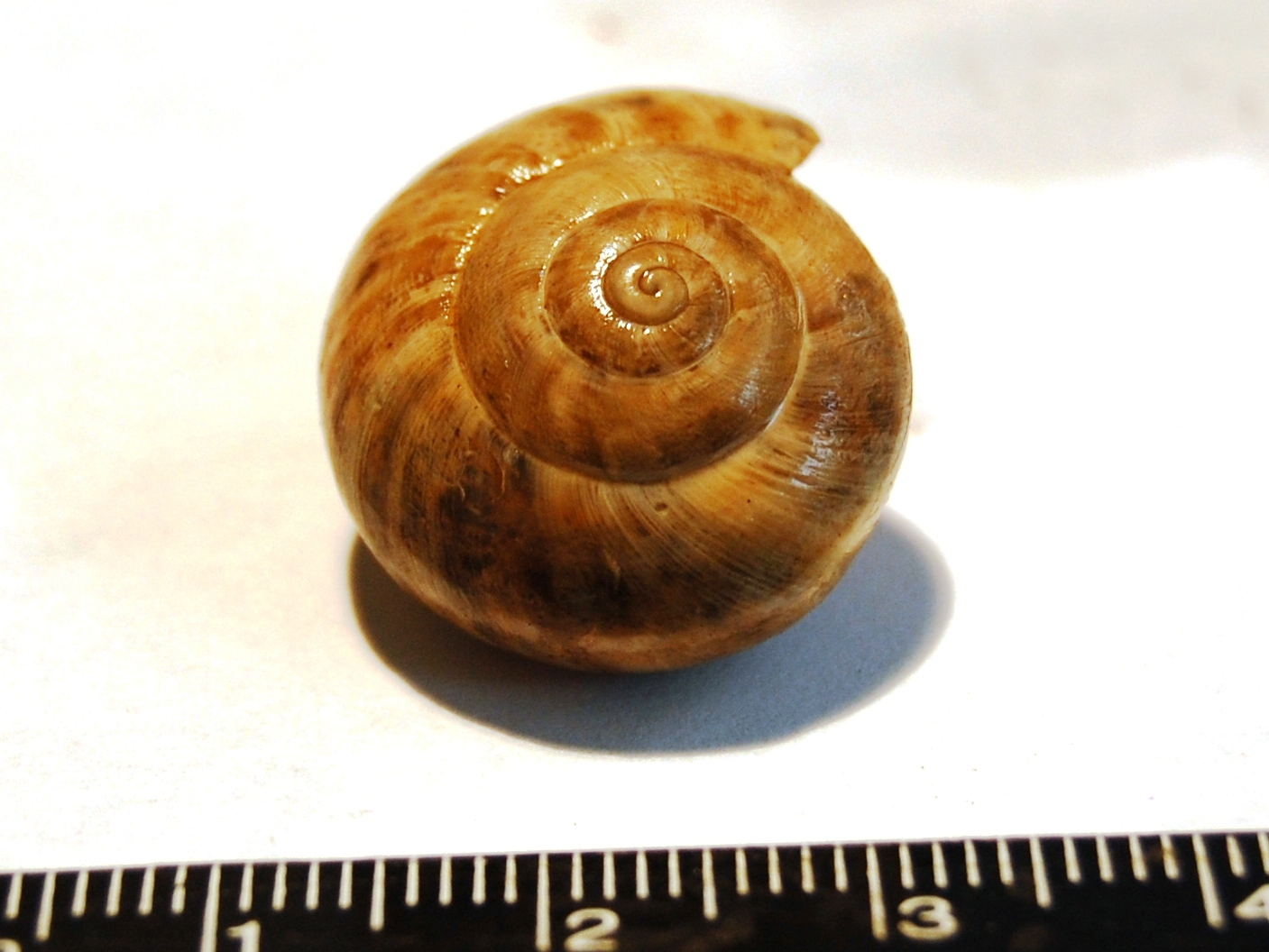
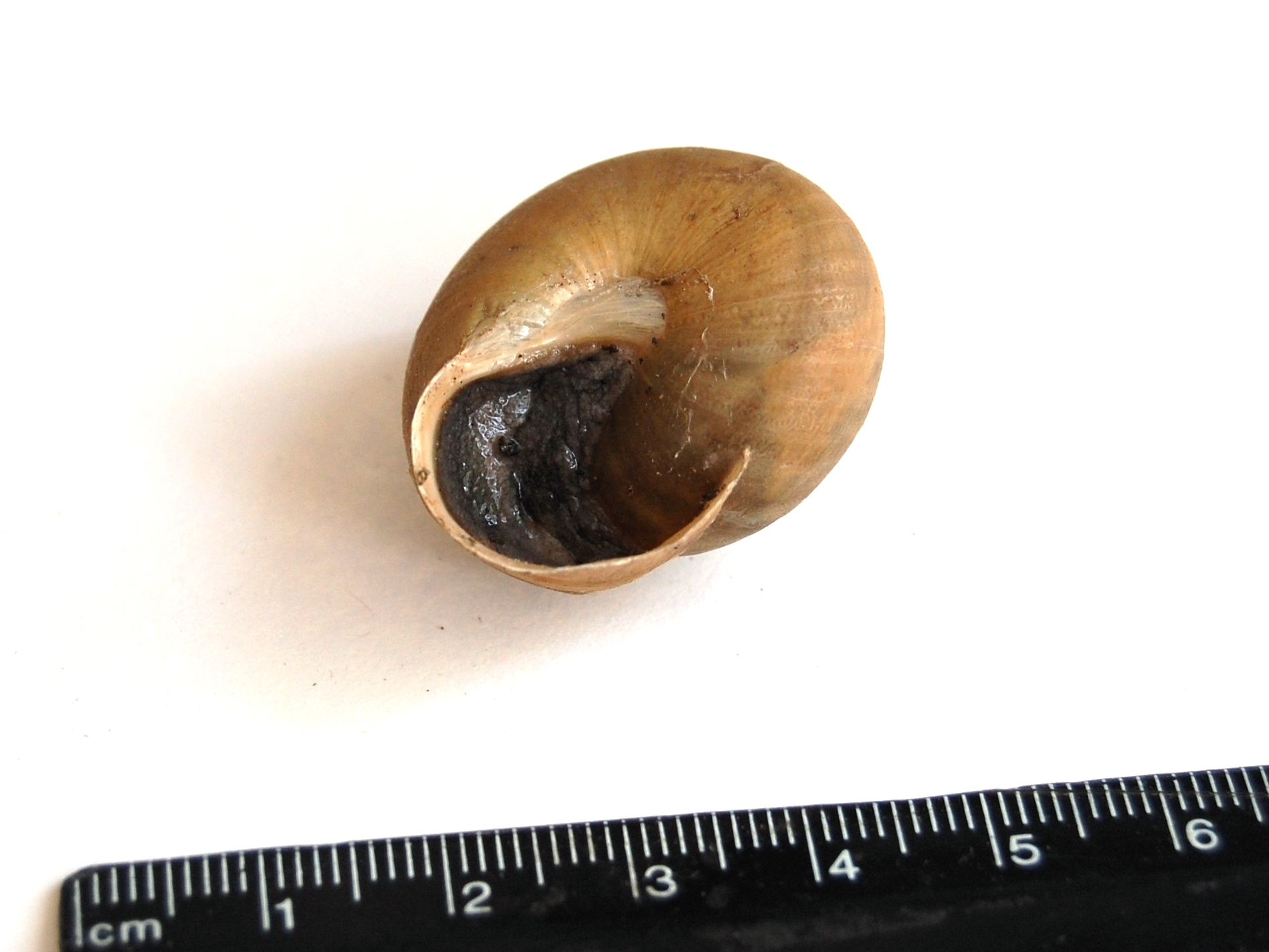
visione ombelicale
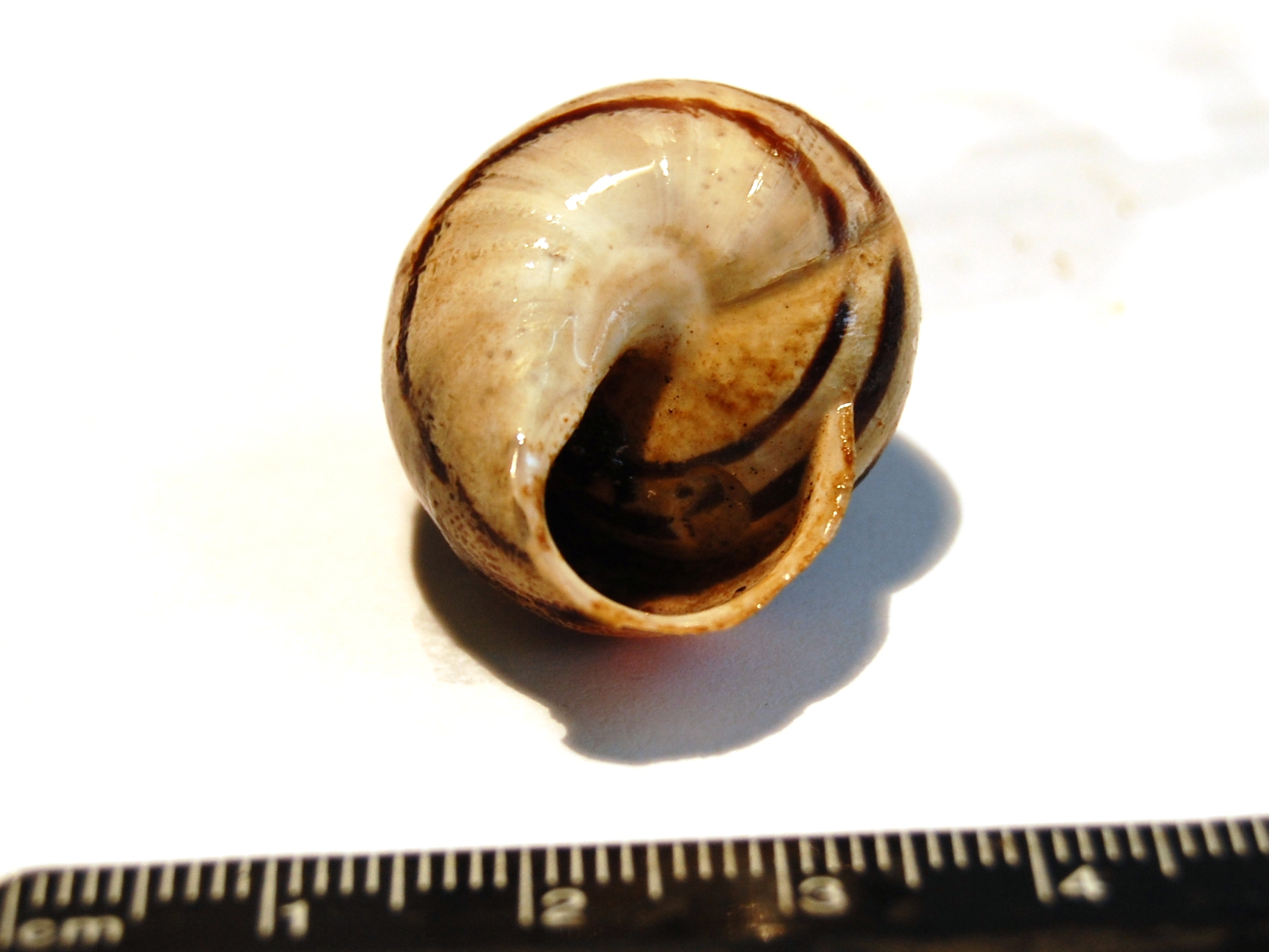
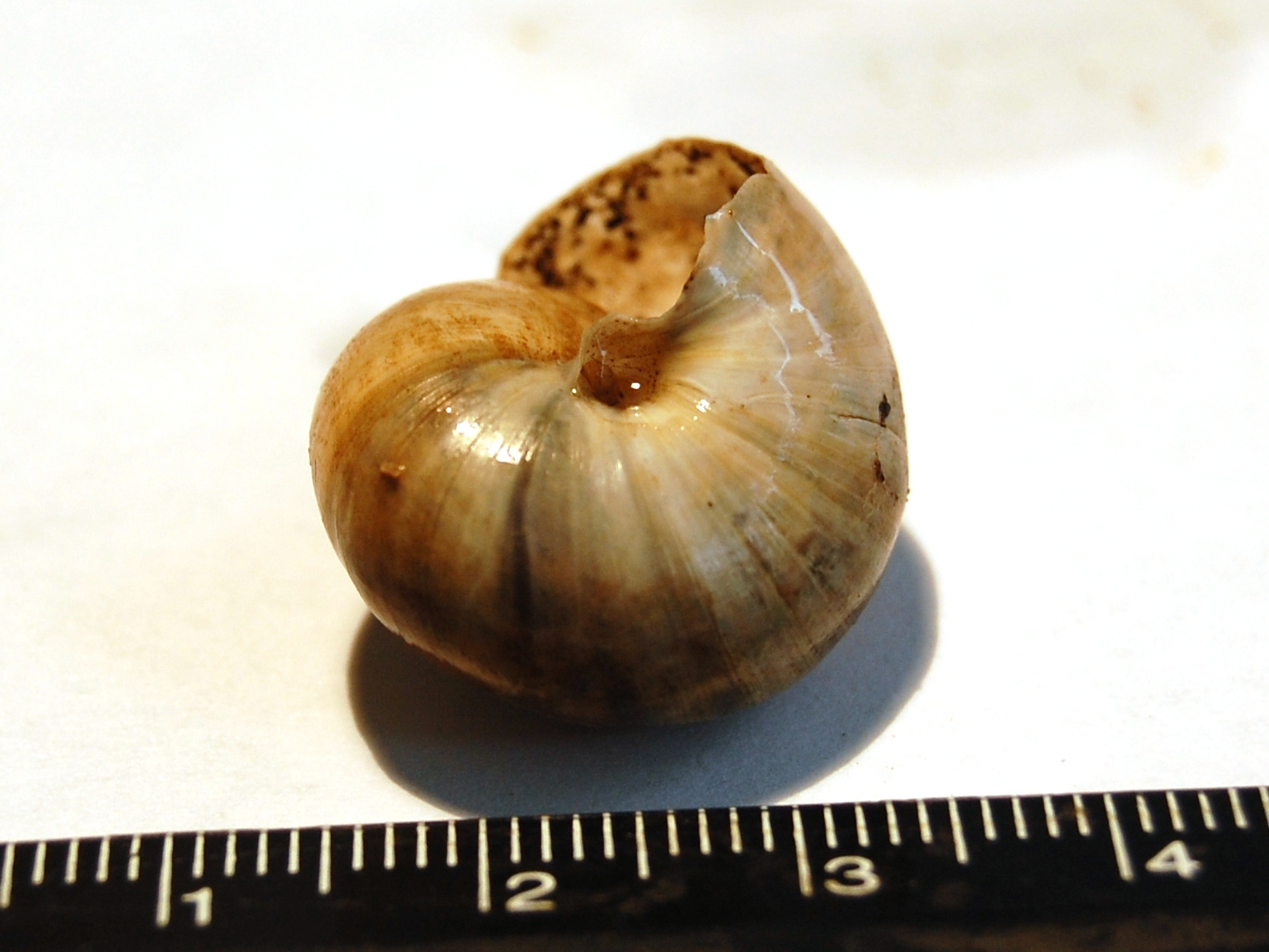
(giovanile)

## Biologia
Questa specie può andare incontro ad ibernazione sia nei periodi invernali che in quelli di prolungata siccità. Le forme adulte cercano riparo scavando nel terreno e chiudendo l'apertura della conchiglia con un diaframma, mentre le forme giovanili si accontentano di cercare riparo sotto le pietre o le foglie.

### Riproduzione
Come gran parte delle chiocciole, E. vermiculata è ermafrodita, cioè ogni individuo possiede sia organi riproduttivi maschili che femminili; non è tuttavia in grado di autofecondarsi (ermafroditismo insufficiente).

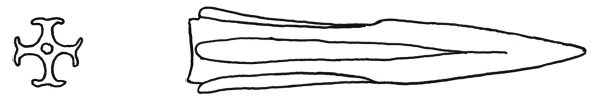
Schema del dardo di E. vermiculata.
Visione trasversa (a sinistra) e laterale (a destra).

Al pari di altri elicidi gli adulti sessualmente maturi sono dotati di dardi di materiale calcareo che durante i preliminari dell'accoppiamento vengono lanciati verso il partner, trafiggendolo. Il significato funzionale di queste strutture è ancora oggetto di studio ma pare che veicolino sostanze mucose in grado di stimolare la recettività nei confronti degli spermatozoi, aumentando così il successo riproduttivo.

## Distribuzione e habitat
Specie a diffusione mediterranea, popola le aree costiere e collinari dell'Europa meridionale, dalla Spagna alla Crimea, e del Nord Africa. In Italia è presente in quasi tutto il territorio, Sicilia e Sardegna comprese.

È stata introdotta in Australia, dove è nota come chocolate-band snail.
È diffusa in diversi habitat, dalle zone antropizzate agli ambienti naturali come praterie, garighe, siepi, orti e giardini.

## Usi
E. vermiculata è utilizzata a scopo alimentare in buona parte dell'Italia centro-meridionale. In Toscana e nel Lazio, dove è conosciuta con il nome di rigatella, la specie è allevata e commercializzata. A Palermo, i babbaluci bolliti con aglio e prezzemolo sono uno dei piatti popolari tradizionali per la festa di Santa Rosalia, patrona della città.